# 赛扶
赛扶，全名國際大學生企業家聯盟（Students In Free Enterprises，簡稱SIFE），是一个国际性的非營利组织，總部位於美國密蘇里州斯普林菲爾德。其前身為「美國領導力研究協會」。主要是通过课外实践，建立學生、學術界與商業界領袖的國際教育學習網絡。
赛扶創立的目标是以某个行业商业改良或者开发新项目的模式来帮助社会上的某个群体生活质量提高，商业运营规范化，同时使学生在做立项、进展项目的过程中能够对于商业和经济有更深入的了解。由于该项目对于学生的知识背景，尤其是经济方面的知识要求比较高，所以赛扶在各个地区的分部主要都在各地区著名的高等学府中。在中国，像清华大学、北京大学等学校已经成立了各自的赛扶团队，并且取得了一定的成果。
每年，赛扶总部都要举办赛扶世界杯，评选出全世界大学生赛扶团队本年度最优秀的项目。

## 外部連結
- （英文）Enactus官方網站 （页面存档备份，存于）
- 创行中國 （页面存档备份，存于）